# Großsteingräber bei Beckdorf
Die Großsteingräber bei Beckdorf waren drei megalithische Grabanlagen der jungsteinzeitlichen Trichterbecherkultur bei Beckdorf im niedersächsischen Landkreis Stade in Deutschland.
Die Anlagen wurden im 19. Jahrhundert zerstört.

## Lage
Ein Grab lag nordöstlich von Beckdorf, zwei weitere südwestlich nahe beieinander.

## Beschreibung
Das nordöstliche Grab war um 1845 noch recht gut erhalten. Genauere Angaben zu Ausrichtung, Maßen und Grabtyp liegen nicht vor.
Die beiden südwestlichen Gräber besaßen rechteckige Hünenbetten, welche jeweils eine dreijochige Grabkammer bargen. Sie waren um 1841 bereits stark beschädigt, besonders bei den Umfassungen fehlten bereits viele Steine. Bei einer Grabkammer fehlte ein Deckstein, bei der zweiten war einer gesprengt. Im Winter 1842/43 wurden auch die meisten anderen Steine entfernt, nur einige Wandsteine blieben übrig.